# Radaczewo
Radaczewo (deutsch Reichenbach) ist ein Dorf in der Woiwodschaft Westpommern in Polen. Es gehört zur Gmina Choszczno ( Stadt- und Landgemeinde Arnswalde) im Powiat Choszczeński (Arnswalder Kreis). 

## Geographische Lage
Der Ort liegt in Hinterpommern, etwa acht Kilometer nordwestlich  der Stadt Choszczno (Arnswalde) und 55 Kilometer südöstlich der regionalen Metropole Stettin (Szczecin).
Die nächsten  Nachbarorte sind Piasecznik (Petznick) im Westen und Sławęcin (Schlagenthin) im Osten. 

## Geschichte
Reichenbach war ein altes Lehen derer von Güntersberg und ist im 17. Jahrhundert an die von Blanckensee gekommen.
Vor 1945 bildete Reichenbach eine Landgemeinde im Kreis Pyritz in der Provinz Pommern. Die Gemeinde zählte im Jahre 1933 388 Einwohner und im Jahre 1939 380 Einwohner. Zur Gemeinde gehörten neben Reichenbach selbst die Wohnplätze Fährmühle, Ihnahof und Marienfelde.
Die Region wurde nach Ende des Zweiten Weltkriegs unter polnische Verwaltung gestellt.

## Söhne und Töchter des Ortes
- Wolf Alexander Ernst Christoph von Blanckensee (1684–1745), preußischer Generalmajor, Chef des Infanterieregiments Nr. 23 und Amtshauptmann von Neidenburg und Soldau
- Christian Friedrich von Blanckensee (1716–1757),  preußischer Generalmajor, Chef des Dragonerregiments Nr. 2 und Ritter des Ordens Pour le Mérite